# فالس برس لي بوي
فالس برس لي بوي (بالفرنسية: Vals-près-le-Puy)‏ هي بلدية تقع في فرنسا في Canton of Le Puy-en-Velay-Sud-Ouest.[بحاجة لمصدر] يقدر عدد سكانها بـ 3,527 نسمة ومساحتها 5.12 كم2 .